# Giuseppe Sinigaglia
Giuseppe Sinigaglia (Como, 28 gennaio 1884 – San Vito al Torre, 10 agosto 1916) è stato un canottiere e militare italiano, uno dei più forti vogatori italiani agli inizi del XX secolo, vincitore di ben otto medaglie ai Campionati europei di canottaggio. Volontario di guerra, caduto in combattimento nel 1916, è stato decorato con la Medaglia d'Argento al Valor Militare.

## Biografia

### Carriera sportiva
Socio della Ginnastica Comense 1872, si cimenta in gare di ginnastica e lotta senza tralasciare la sua attività preferita: il canottaggio.
Espulso alla fine del 1903 per "indisciplina", si iscrive alla Canottieri Lario, con un gruppo di transfughi. Con questa società sa imporsi con diversi equipaggi, e stringe una profonda amicizia con l'atleta di punta della squadra, Teodoro Mariani.
Nel 1906 è campione italiano e europeo nel "quattro con", mentre nel 1907 vinse le regate internazionali di Parigi, Lucerna e Strasburgo e conquistò la medaglia d'argento agli Europei di Strasburgo nel "due con", oltre al titolo di campione italiano sempre nel "due con". Nel 1911 vince il titolo italiano ed europeo di singolo e doppio, in coppia con l'amico Mariani, oltre alla medaglia d'argento in Coppa Europa sia nel singolo che nell'otto.
Ottiene il suo grande trionfo il 4 luglio 1914 a Henley-on-Thames, vincendo la prestigiosa Diamond's Sculls, gara di singolo a eliminazione diretta che può essere considerata l'equivalente di un odierno campionato del mondo, essendo tra l'altro il primo italiano a parteciparvi. Viene quindi premiato personalmente dalla Regina d'Inghilterra Mary di Teck.

### La prima guerra mondiale

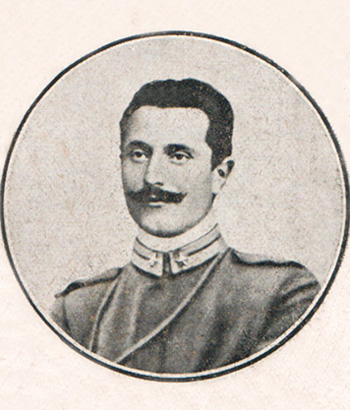
Sinigaglia in uniforme da ufficiale dei Granatieri di Sardegna (1915-1916).

Nel 1914, allo scoppio della prima guerra mondiale, Sinigaglia, prima che la sua classe venga richiamata, si arruola volontario nel Regio Esercito Italiano; per la sua statura e prestanza fisica, viene assegnato al 2º Reggimento dei Granatieri di Sardegna. Raggiunto il suo reparto in settembre dopo un periodo di istruzione, si guadagna il grado di sottotenente e partecipa alle offensive contro il Monte Sabotino e il Monte Podgora.
Nel 1916, dopo essere stato inviato col suo reparto nel vicentino nell'ambito delle operazioni di contrasto alla Strafexpedition, torna, in estate, sul fronte del Carso, venendo promosso al grado di tenente.
Qui giunto, in luglio, partecipa alle operazioni dirette alla conquista del Monte San Michele, nel quadro della conquista italiana di Gorizia.
Il 9 agosto, il tenente Sinigaglia si lancia coi suoi uomini all'attacco della Cima 4 del Monte San Michele, che, a prezzo di pesanti sacrifici, viene finalmente conquistata. Mentre sta riorganizzando la posizione appena conquistata, Sinigaglia, com'è suo uso, si espone dalla trincea, e viene colpito al ventre da una sventagliata di mitragliatrice. Trasportato a sera presso un ospedaletto da campo di Crauglio, frazione di San Vito al Torre, muore nel pomeriggio del 10 agosto 1916. Alcuni giorni prima, il 2 agosto, aveva perso la vita nei combattimenti anche l'amico e compagno del doppio, Teodoro Mariani.
Per la coraggiosa azione del giorno precedente, Sinigaglia viene decorato con la Medaglia d'Argento al Valor Militare.

## Riconoscimenti
Como, la sua città natale, gli ha dedicato:
- lo stadio "Giuseppe Sinigaglia", principale impianto calcistico della città
- una via, attuale via Giuseppe Sinigaglia, adiacente allo stadio
- una piscina comunale, sita nella suddetta via
- la sezione di Como dell'Associazione Nazionale Granatieri di Sardegna
- la "Società Canottieri Lario - G. Sinigaglia"
- un monumento, sito sul piazzale di Villa Geno, di fronte al lago.